# 朴島
朴島（ほおじま）は宮城県塩竈市にある島である。

## 概要
面積0.15平方キロメートル、人口約20人。塩竈市中心部から見て最も奥に位置する有人島であり、最も小さな有人島でもある。島名の由来は、鳳凰が住んでいたからとも、烽火（狼煙）場があったからとも、仙台藩にまつわる宝島伝説があるからとも言われている。
純粋な仙台白菜の種を採るために島中で菜の花が栽培されており、毎年ゴールデンウィークの時期になると、見事な花が島全体を覆い尽くす。この菜の花は食用としても全国に出荷されている島の特産品である。また、島内にはタブノキの原生林がある。東日本大震災でかなりの打撃を受けたものの、カキ養殖の種ガキの産地として知られる。朴島の周囲にある大森島、鷺島、味噌玉島、烏帽子島などの無人島群は烏帽子列島と呼ばれている。

## 交通
塩竈市営汽船：塩竈港→桂島→野々島→寒風沢島→朴島（52分）